# Сънливцови
Сънливцови (Gliridae) или още съсели е семейство дребни бозайници от разред Гризачи (Rodentia). Включва 9 рода с около 30 вида, разпространени в Евразия и Африка.

## Физически характеристики
На външен вид живеещите на земята сънливци приличат на мишки, а дървесните форми — на дребни катерици. Дължината на тялото с главата достига 200 mm, а на опашката - 160 mm. Предните крайници имат четири, а задните пет пръста. Козината е гъста, мека и едноцветна, сива или кафеникава. Характерна особеност на сънливците, в сравнение с останалите гризачи, е липсата на сляпо черво.

## Разпространение
Сънливците са разпространени в Палеарктика, Югоизточна Азия и Африка, като най-голямо е разнообразието им в Европа.
В България се срещат четири вида: обикновен сънливец (Glis glis), горски сънливец (Dryomys nitedula), мишевиден сънливец (Myomimus roachi) и лешников сънливец (Muscardinus avellanarius). Съществуват предположения за наличието и на вида градински сънливец (Eliomys quercinus), но те не са потвърдени.

## Начин на живот
Сънливците обитават горските и извънселищните райони, където има орехови и лешникови дървета, с чиито плодове основно се хранят. Консумират също така листа, семена и плодове, като нагризват гроздето и плодовете, причинявайки загуби на производителите. Наименованието си носят от това, че през по-голямата част от годината (от ноември до май) спят зимен сън, изпадайки в хибернация.
Сънливците раждат веднъж, най-много два пъти годишно, най-често през през юли-август, по 4-6 малки, които до петнадесетия ден са слепи и глухи. Гнездят в хралупи на дървета (някои видове и на открито по клоните на храсти и дървета), в тавани на хижи и стопански постройки (главно големият сънливец). Сънливците са нощни животни – през деня спят, а нощем са активни, събират орехи и лешници и ги складират в близост до гнездата си. (Могат да се открият до няколко килограма орехи и лешници.)
Техни неприятели са котки, порове, белки, нощни и дневни грабливи птици, плъховете, които са около 2-3 пъти по-големи от обикновения сънливец, когато се срещат с тях обикновено ги нападат и убиват.

## Родове
Подсемейство Graphiurinae
- Род Graphiurus (14 вида)

Подсемейство Leithiinae
- Род Chaetocauda (1 вид)
- Род Dryomys (3 вида) – Горски сънливци
- Род Eliomys (3 вида) – Градински сънливци
- Род Muscardinus (1 вид) – Лешникови сънливци
- Род Myomimus (3 вида) – Мишевидни сънливци
- Род Selevinia (1 вид)

Подсемейство Glirinae
- Род Glirulus (1 вид)
- Род Glis (1 вид) – Обикновени сънливци